# Posadówka
Posadówka – wieś w Polsce, położona w województwie łódzkim, w powiecie radomszczańskim, w gminie Kobiele Wielkie.
W latach 1975–1998 wieś administracyjnie należała do województwa piotrkowskiego.